# Moguri
Un Moguri (モーグリ mōguri?, moogle o moglie en inglés) es una pequeña criatura ficticia que aparece en varios juegos de la compañía japonesa Square Soft.
Su apariencia es similar a la de un gato humanoide, habitualmente de color blanco, con alas de pequeño tamaño y color rojo o púrpura y una antena sobre su cabeza que termina en una bola roja (pompón). Sus orejas son similares a las de un gato o un perro.
Emplean habitualmente como coletilla la palabra «kupó» (クポー kupō?). Su comida favorita son las nueces de kupó (Kupo Nut en inglés) y podría ser la razón por la cual continuamente usen la palabra «kupó» en sus diálogos.
Muchos nombres de Moguris tienen el prefijo Mog- o Ku-, un ejemplo de lo que en juegos posteriores serían sus nombres. Junto con los chocobos, son considerados mascotas de la serie de juegos Final Fantasy.

## Apariciones
Su primera aparición fue en el juego Final Fantasy III, aunque también se han hecho ver en las siguientes entregas de esta saga y de otras de la compañía, como son Secret of Mana y Kingdom Hearts.
Aparecen en todas las entregas de la saga Final Fantasy a partir de la III, pero los juegos donde ha obtenido más fuerza y protagonismo son Final Fantasy VI, Final Fantasy VII, Final Fantasy IX , Final Fantasy Tactics Advance, Final Fantasy XII y Final Fantasy XIII-2. Desarrollan diversas funciones dentro de los juegos, como salvar el progreso en la partida en determinadas áreas, venta de ítems, o ayudar en las luchas.
- En Final Fantasy VI, un individuo de esta especie, llamado Mog, es el único de su raza que puede hablar con los humanos, y más tarde se convierte en personaje controlable.
- En Final Fantasy VII, Caith Sith, uno de los personajes controlados por el usuario, está montado en un gigante moogle al que hizo cobrar vida. Además, en el salón recreativo del Gold Saucer podemos encontrar un minijuego en el que Moguri es el protagonista. Y también aparece en la invocación "Chocobo/mog"
- En Final Fantasy VIII Mog es un Guardián de la Fuerza "especial", ya que solo se puede obtener en el minijuego "Chocoworld" de la PocketStation.
- En Final Fantasy IX son los personajes que permiten poder salvar nuestros progresos. También permiten utilizar un servicio intercontinental de despacho de correo llamado "Mogured". Este sistema se empleó también en el Final Fantasy III de Nintendo DS.
- En Final Fantasy X han aparecido como arma para el personaje Lulu.
- En Final Fantasy X-2 el personaje Yuna se disfraza de un moguri en una de las vestiesferas.
- En Final Fantasy XI son los organizadores y jardineros de los miles de aventureros en el vasto mundo de Vana'diel.
- En Final Fantasy XII se ha cambiado el aspecto original de los moguris, convirtiéndose en seres muy inteligentes y muy avanzados tecnológicamente.
- En Final Fantasy XIII-2 un moguri que se convierte en arma de Serah durante los combates acompaña a los protagonistas a lo largo del juego. Sus habilidades son esenciales para avanzar en la aventura.
- En Final Fantasy Crystal Chronicles un miembro de esta especie te ayuda a transportar un objeto vital para la supervicencia del protagonista.
- En la saga Kingdom Hearts son dueños de un taller en el que puedes crear las armas y accesorios más poderosos del juego -en los videojuegos para PlayStation 2-, o vender y comprar naipes en el videojuego de Kingdom Hearts: Chain of Memories.
- En Kingdom Hearts Birth by Sleep aparecen como señalización en los puestos de venta.
- En Mario Hoops 3-on-3, como personaje desbloqueable.
- En Mario Sports Mix, como personaje desbloqueable.
- En Yo-Kai Watch 3 se le hace un cameo con un yo-kai llamado Mogurinyan, mitad moguri mitad gato.
- En Monster Hunter World, cómo parte de un DLC, aparece primeramente solicitando ayuda para recuperar un cristal de eternita, posteriormente se puede conseguir un ser de armadura para tu camarada feline que disfrazará a este de Moguri.